# Jacques Kinzonzolo
Jacques Kinzonzolo (8. srpnja 1993.) je rukometaš iz Demokratske Republike Kongo. Nastupa za francuski klub Savigny Handball 91 i rukometnu reprezentaciju Demokratske Republike Kongo.
Natjecao se na Svjetskom prvenstvu u Egiptu 2021., gdje je reprezentacija DR Konga završila na 28. mjestu.